# Sophie Moressée-Pichot
Sophie Michèle Moressée-Pichot (ur. 3 kwietnia 1962 w Sissonne) – francuska pięcioboistka nowoczesna i szpadzistka, złota medalistka olimpijska i wielokrotna medalistka mistrzostw świata.
Rywalizację sportową zaczynała od pięcioboju nowoczesnego - na mistrzostwach świata zdobyła srebro indywidualnie i złoto w drużynie w 1986, brąz w drużynie w 1988 i 1991 oraz srebro w sztafecie w 1992. Pięciobój nowoczesny kobiet nie był jednak wówczas konkurencją olimpijską i na igrzyskach debiutowała w 1996 w szermierce. Na igrzyskach olimpijskich w Atlancie wspólnie z Valérie Barlois i Laurą Flessel-Colovic zwyciężyła w turnieju drużynowym. Indywidualnie zajęła dziesiąte miejsce. Brała też udział w igrzyskach olimpijskich w Sydney w 2000 roku, gdzie zajęła piąte miejsce drużynowo.
Podczas mistrzostw świata w Orleanie w 1988 roku razem z Brigitte Benon, Valérie Devaux, Nathalie Devillers i Jacqueline Rodenbach zdobyła srebrny medal w zawodach drużynowych. Na tej samej imprezie była także druga indywidualnie, przegrywając w finale z Benon. W rywalizacji drużynowej Francuzki z Moressée-Pichot w składzie zdobywały następnie złoty medal na mistrzostwach świata w La Chaux-de-Fonds (1998), srebrny na mistrzostwach świata w Hadze (1995) oraz brązowy podczas mistrzostw świata w Kapsztadzie (1997). Ponadto na mistrzostwach świata w Hawanie w 1992 roku była druga indywidualnie, a podczas mistrzostw świata w Essen (1993) i mistrzostw świata w Hadze (1995) zdobywała brązowe medale.